# Davor (település)
Davor (1896-ig „Svinjar”, régi magyar neve „Szvinjár”) falu és község Horvátországban, Bród-Szávamente megyében. A községhez közigazgatásilag Davor és Orubica települések tartoznak hozzá.

## Fekvése
Bródtól légvonalban 39, közúton 56 km-re nyugatra, Pozsegától  légvonalban 27, közúton 43 km-re délnyugatra, Nyugat-Szlavóniában, a Száva bal partján, az Orbász torkolatával átellenben fekszik.

## Története
Területén állt egykor Szvinjár vára, melyet 1450-ben említenek Szencsei László birtokaként, amelyet azonban a beiktatáskor a vránai perjel foglalt el. A település középkori létezésének nincs nyoma és 1698-ban a kamarai összeírásban sem szerepel a török uralom alól felszabadított szlavóniai települések között. Az egyházi vizitáció szerint 1730-ban már állt Szent György kápolnája. 1746-ban 98 háza, 102 családja és 384 lakosa volt. 1760-ban 83 házában 123 család élt 624 fővel. 1769-ben 90 háza, 153 családja és 660 lakosa volt. 1789-ben megalapították a helyi plébániát. 1866-ban felépítették a plébániatemplomot.
Az első katonai felmérés térképén „Sviniar” néven található. A gradiskai ezredhez tartozott. Lipszky János 1808-ban Budán kiadott repertóriumában „Szvinyar” néven szerepel. Nagy Lajos 1829-ben kiadott művében „Szvinyar” néven 261 házzal, 1186 katolikus és 192 ortodox vallású lakossal találjuk. A katonai közigazgatás megszüntetése után 1871-ben Pozsega vármegyéhez csatolták. 1895. december 20-án a helyi hatóság úgy határozott, hogy 1896. január 1-től a település nevét Svinjarról (amely disznópásztort jelent) Davorra változtatja. A név eredetét egy 19. századi hazafias dalról magyarázzák, melynek neve „Davorija” volt. Ennek eredete pedig az ószláv mitológiából származik, ahol Davor, vagy más néven Rugovit a harc hétfejű istene.
A településnek 1857-ben 1478, 1910-ben 1779 lakosa volt. Az 1910-es népszámlálás szerint lakosságának 93%-a horvát, 5%-a szerb anyanyelvű volt. Pozsega vármegye Újgradiskai járásának része volt. Az első világháború után 1918-ban az új szerb-horvát-szlovén állam, majd később (1929-ben) Jugoszlávia része lett. A település 1991-től a független Horvátországhoz tartozik. 1991-ben lakosságának 99%-a horvát nemzetiségű volt. 1993-ban Davor önálló község lett. A községhez Davoron kívül Orubica tartozik, mely elválaszthatatlanul kapcsolódik Davorhoz és a Szávához. Noha Davor a megye legkisebb területű községe, a legnépesebbek közé tartozik. 2011-ben Davornak 2382, a községnek pedig 3015 lakosa volt, akik mezőgazdasággal, állattartással, halászattal foglalkoztak. A falu évszázadok óta kitűnő révészeiről és zenészeiről híres. Szlavónia egyik legéleterősebb faluja.

## Lakossága
| Lakosság változása | Lakosság változása | Lakosság változása | Lakosság változása | Lakosság változása | Lakosság változása | Lakosság változása | Lakosság változása | Lakosság változása | Lakosság változása | Lakosság változása | Lakosság változása | Lakosság változása | Lakosság változása | Lakosság változása | Lakosság változása |
| ------------------ | ------------------ | ------------------ | ------------------ | ------------------ | ------------------ | ------------------ | ------------------ | ------------------ | ------------------ | ------------------ | ------------------ | ------------------ | ------------------ | ------------------ | ------------------ |
| 1857               | 1869               | 1880               | 1890               | 1900               | 1910               | 1921               | 1931               | 1948               | 1953               | 1961               | 1971               | 1981               | 1991               | 2001               | 2011               |
| 1.478              | 1.471              | 1.299              | 1.488              | 1.610              | 1.779              | 1.687              | 1.928              | 2.297              | 2.326              | 2.302              | 2.449              | 2.540              | 2.603              | 2.513              | 2.382              |

## Nevezetességei

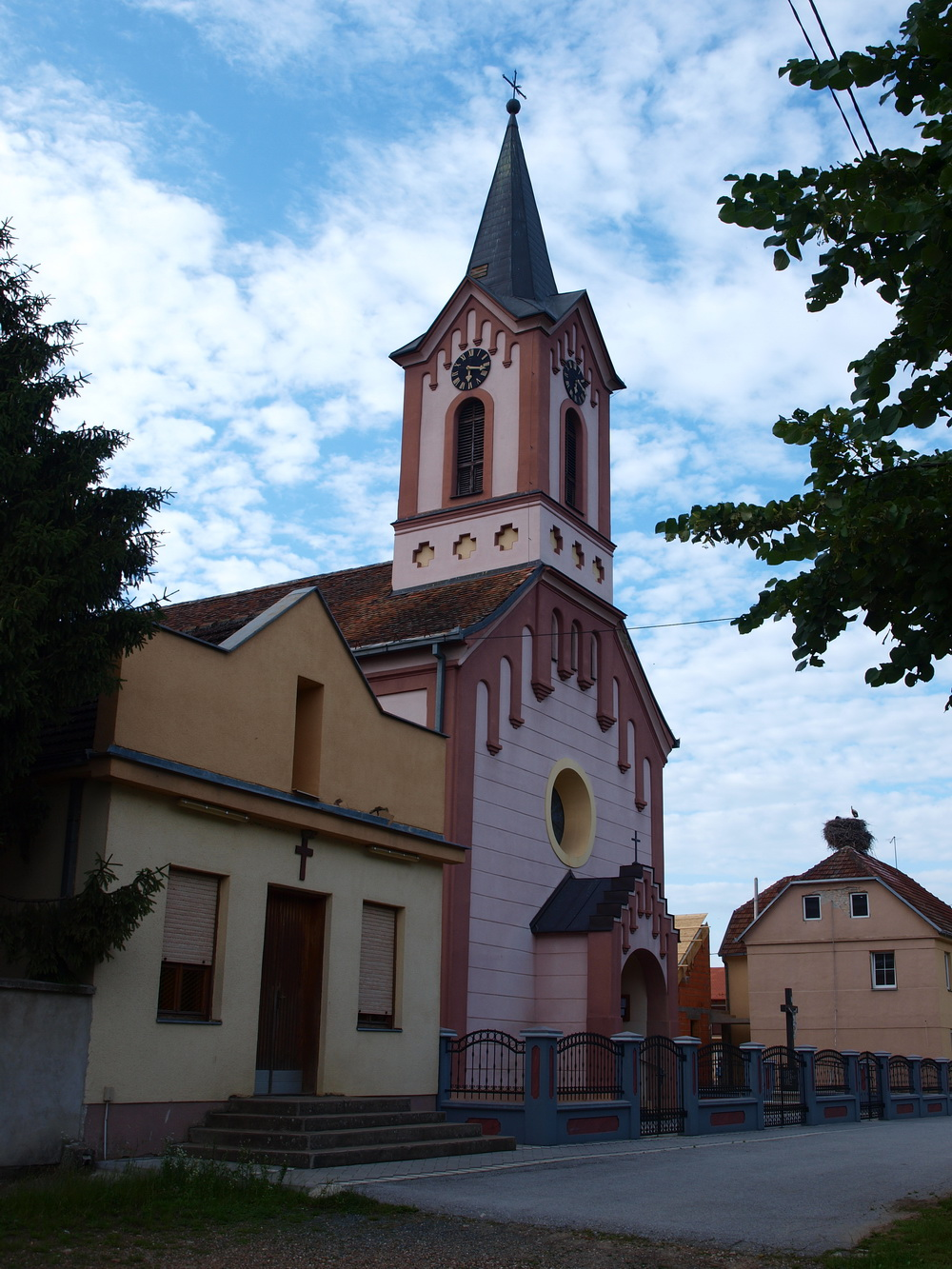
A Szent György templom

- Szent György tiszteletére szentelt római katolikus plébániatemplomát 1866-ban építették. A helyén már 1730-ban állt egy fatemplom, mely ugyancsak Szent György tiszteletére volt szentelve. Az 1758-as vizitáció szerint a templom hat méter hosszú és három méter széles volt és toronnyal rendelkezett. Az 1761-es vizitáció a temetőben is említ egy Szent Bertalan kápolnát, melyet 1781-ben lebontottak. A templom 1789-ben lett plébánia székhelye.
- A településen 1777-től állt a Szent Péter és Pál tiszteletére szentelt pravoszláv parochiális templom. 1858-ban a fatemplomot falazott templommá építették át. A helyi pravoszláv közösség a 20. század első évtizedeiben szűnt meg, amikor a kisszámú szerb lakosság is elvándorolt innét. Ezt követően a pakráci püspökség az épületet a községnek adta át. A község tervbe vette felújítását, de a délszláv háború után pénz hiányában és az épület veszélyessége miatt mégis lebontották. A helyén később parkot alakítottak ki.

## Gazdaság
A helyi gazdaság alapját hagyományosan a mezőgazdaság, az állattartás és a halászat képezi. Amíg a Száva védtöltése nem épült meg a falu rendszeresen ki volt szolgáltatva a folyó szeszélyeinek. Földjeit, utcáit gyakran öntötte el a folyó áradása hatalmas károkat okozva az itt élőknek. Az árvizek közül kiemelkedik az 1895-ös év, amikor a folyó nyolc hónapon át árasztotta el a medrén kívüli területeket. Élet és halál ura volt és még ma is meghatározza az itt élők életét. Nemcsak pusztít, de táplál is. Régen a faluban nem volt olyan család, ahol ne lett volna halász és olyan ház, ahol ne lett volna legalább két csónak.

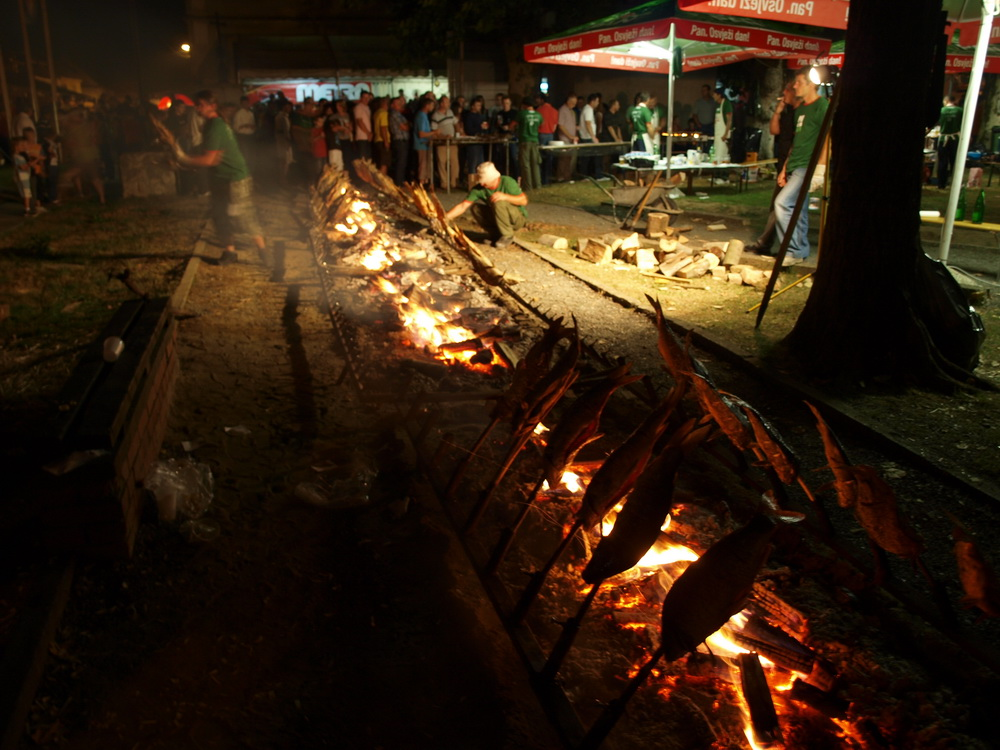
Halsütés a „Ribarske večeri” fesztiválon.

## Kultúra
A számos kulturális, sport és szórakoztató rendezvény közül kiemelkedik a „Ribarske večeri”, azaz halász esték nevű kulturális, szórakoztató és gasztronómiai fesztivál, amely nagyszámú érdeklődőt vonz nemcsak a környező településekről, hanem külföldről is.

## Oktatás
A település általános iskolája Matija Antun Relković nevét viseli, ma mintegy 350 tanulója van.

## Sport
- Az NK Posavac Davor labdarúgóklub a megyei 2. ligában szerepel. A klub labdarúgói közül kiemelkedik Ivica Olić, aki 2002 és 2015 között 104-szer húzhatta magára a horvát labdarúgó válogatott mezét. 2017-től Zlatko Dalić mellett a horvát labdarúgó válogatott másodedzője.
- A labdarúgóklubon kívül RK Davor néven kézilabdaklub is működik a településen.

## Egyesületek
A község önkéntes tűzoltóegyletét 1995-ben alapították.

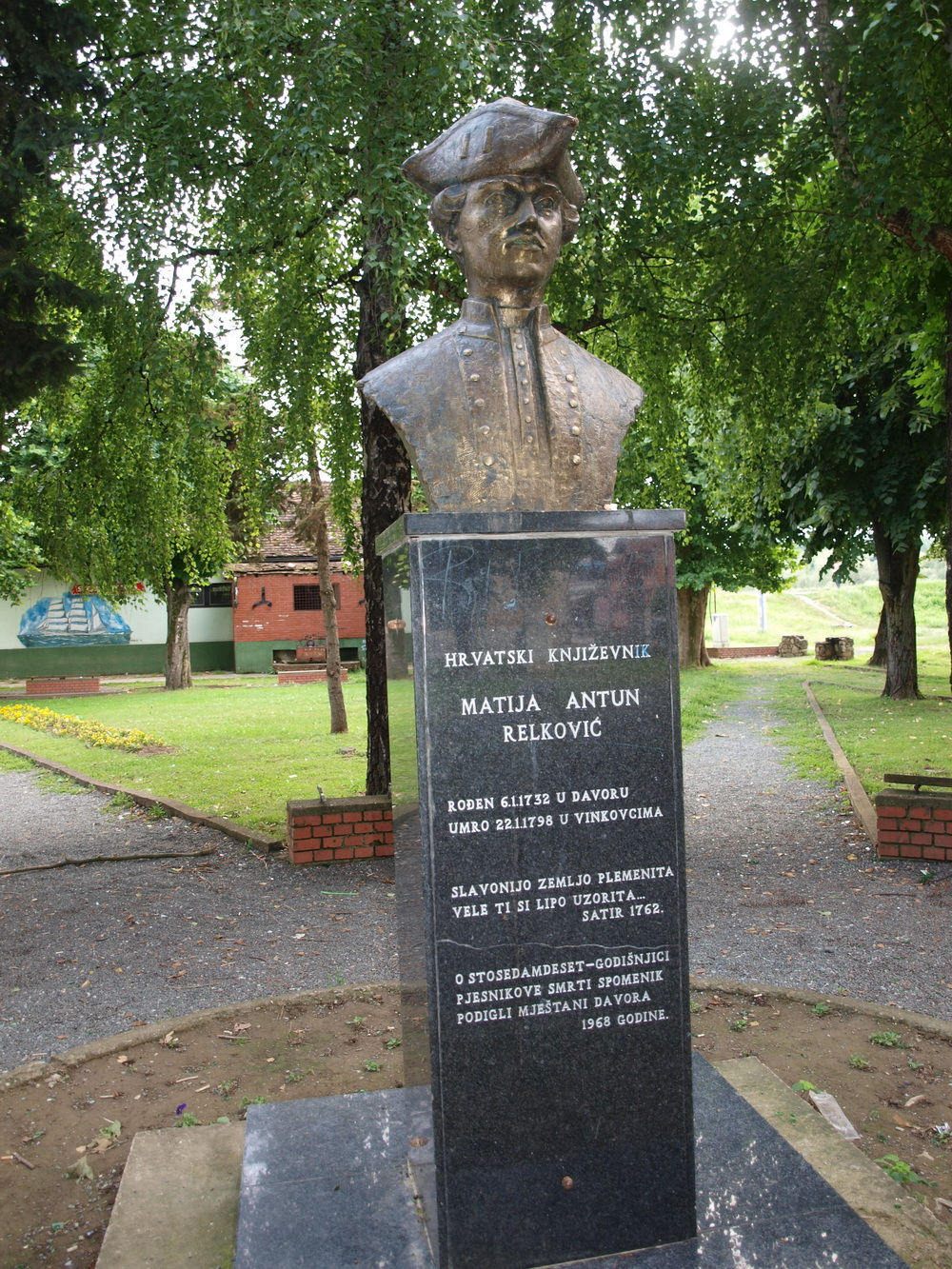
Matija Antun Relković szobra.

## Híres emberek
- Matija Antun Relković, a felvilágosodás korának neves horvát prózaírója
- Antun Škvorčević, az első pozsegai római katolikus püspök
- Ivica Olić, horvát válogatott labdarúgó
- Ivo Kerdić, szobrászművész
- Tomislav Ivančić, római katolikus pap, kanonok, teológus és filozófus
- Damir Agičić, történész, egyetemi tanár
- Milan Kerdić, újságíró, jogász és politikus

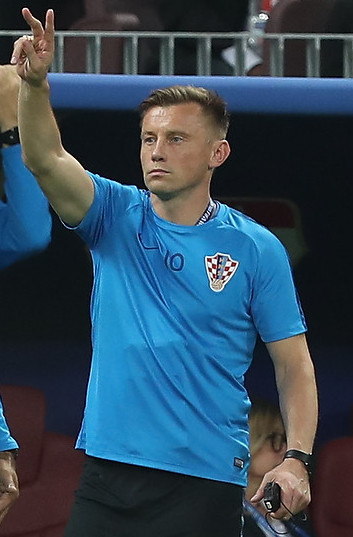
Olić 2018-ban az Anglia elleni mérkőzésen.